# Dixon-Globe Opera House-Robinson-Schwenn Building

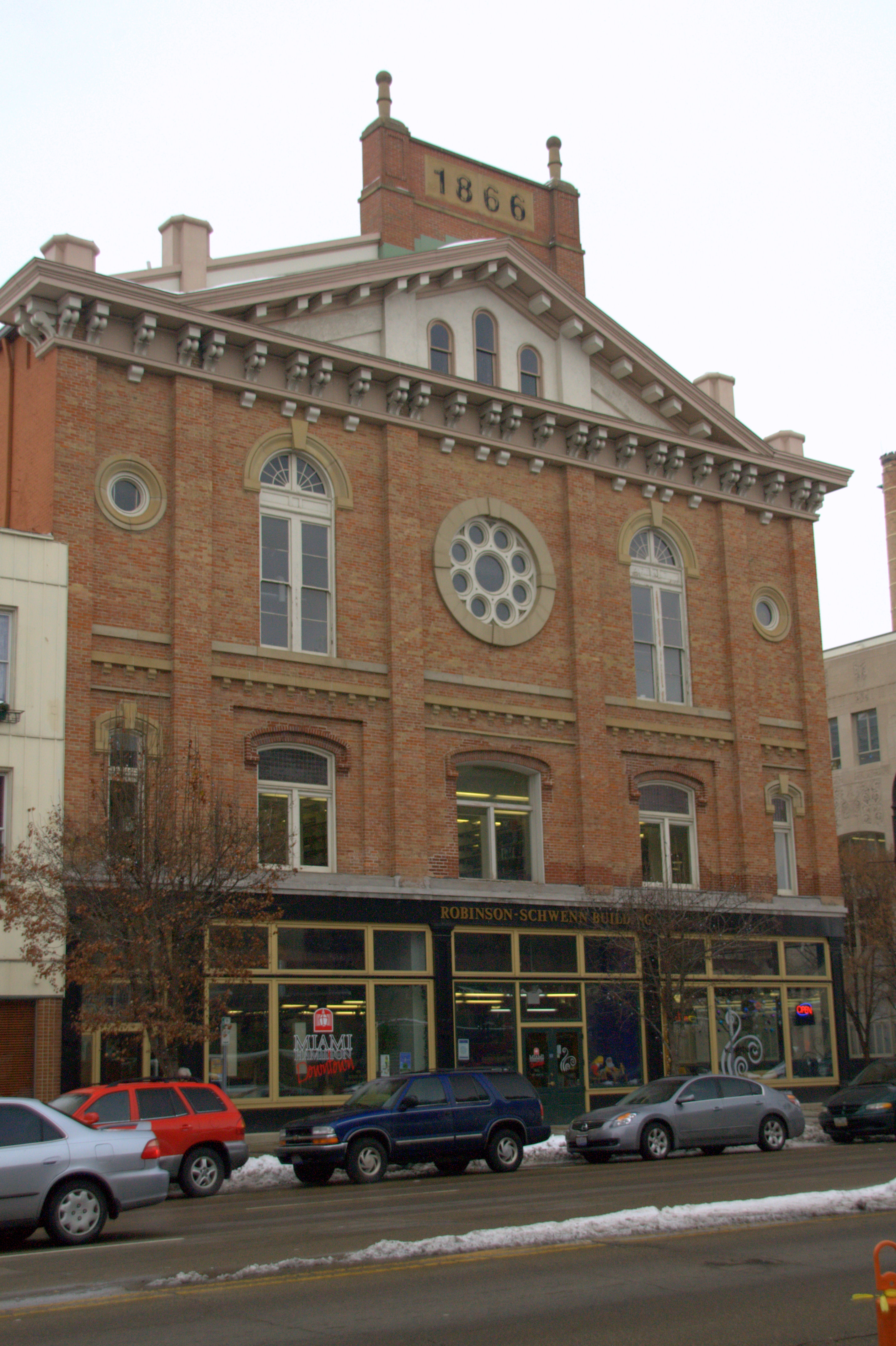
Dixon-Globe Opera House-Robinson-Schwenn Building

Das Dixon-Globe Opera House-Robinson-Schwenn Building ist ein 1866 errichtetes historisches Gebäude in Hamilton, Butler County im US-Bundesstaat Ohio. Die Bauarchitektur ist in Romanik und Neobarock gehalten. Über die Jahre wurde das Gebäude aus historischer Sicht als Bank, Kaufhaus, Theater sowie als Sportkomplex genutzt. Architektenbüro war die Mueller, Frederick, Bender, Joseph, and Company.
Das Gebäude beherbergt heute ein Restaurant und ist in Hamilton an der High Street auf Nummer 221 gelegen.
Es wurde am 14. Juli 2000 vom National Register of Historic Places in die Register aufgenommen.